# Арад (Израел)
Ара̀д (на иврит: עֲרָד) е град в източен Израел, част от Южния окръг. 24 436 души (2015)
Разположен е на 570 метра надморска височина на границата на Юдейската пустиня и пустинята Негев, на 14 километра западно от Мъртво море и на 40 километра източно от Беер Шева. Основан е през 1961 година и получава името на недалечните останки от древен град Тел Арад.